# كينيث كاسيدي
كينيث كاسيدي (بالإنجليزية: Kenneth Cassidy)‏ هو مدرب كرة سلة أمريكي، ولد في 14 سبتمبر 1893 في فورت سكوت في الولايات المتحدة، وتوفي في 2 أبريل 1963 في مقاطعة سان دييغو في الولايات المتحدة.